# Vaporetto

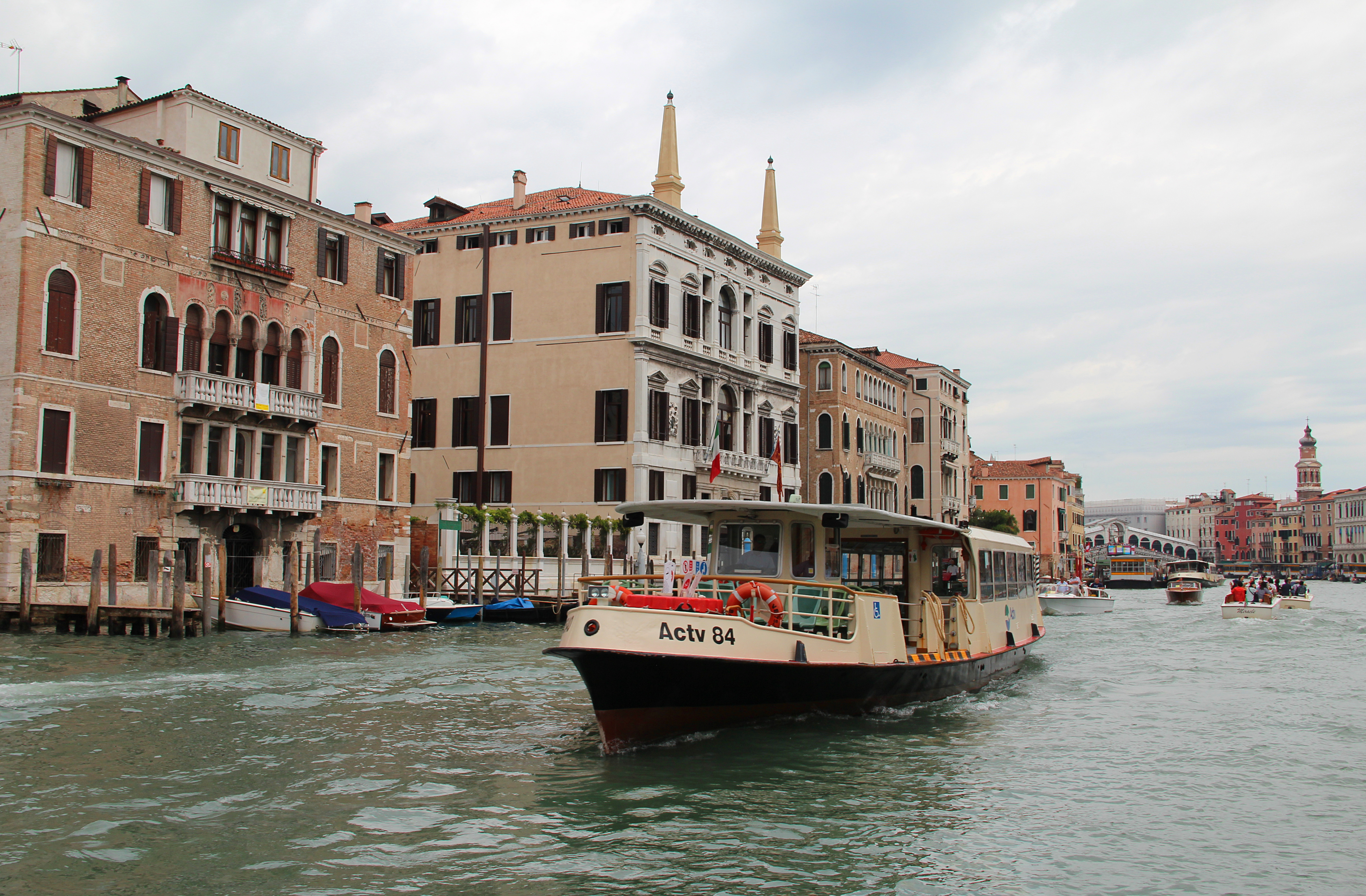
Vaporetto navegando no Grande Canal de Veneza.

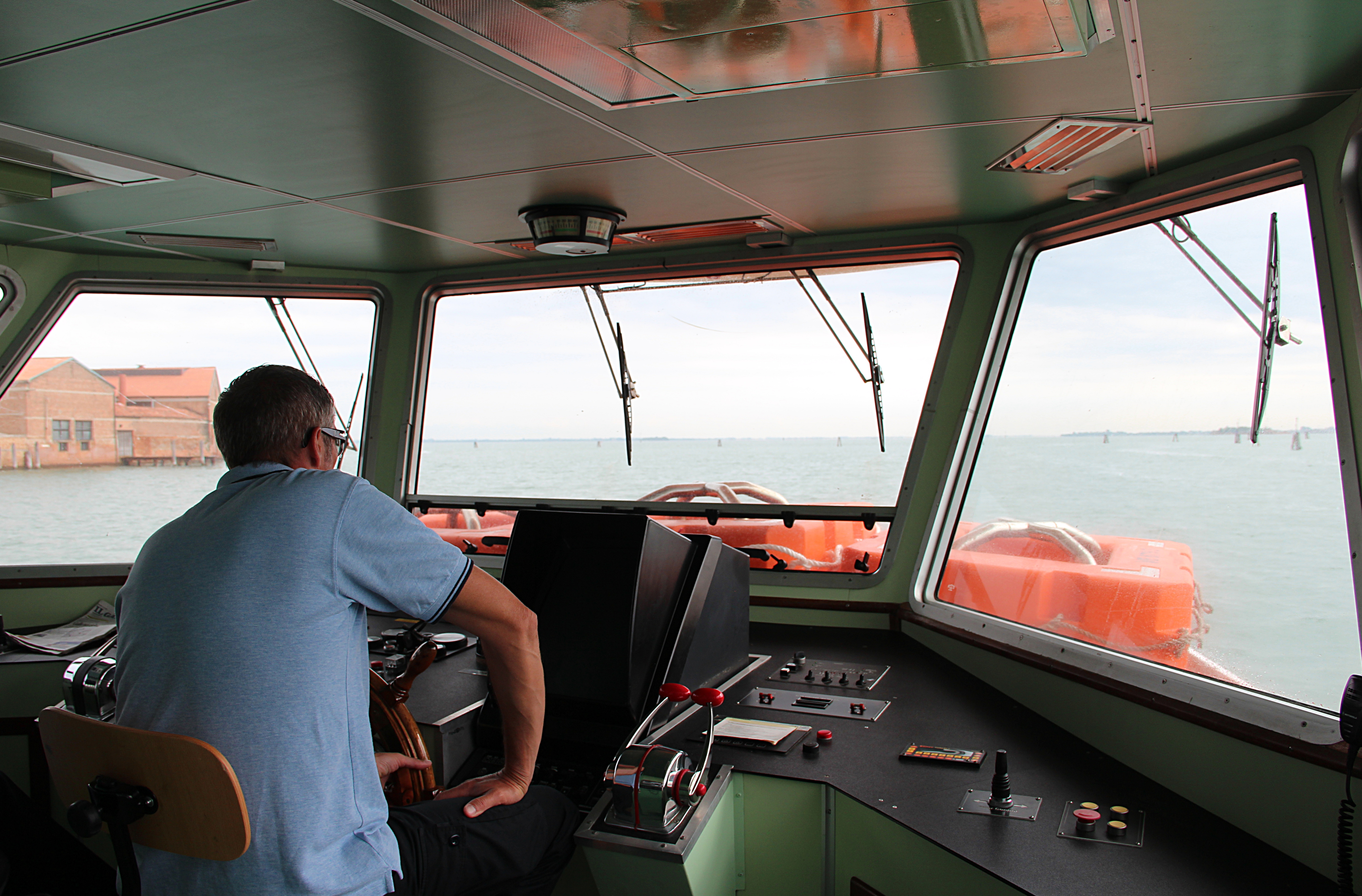
Piloto de um vaporetto da Linha 4.1 conectando Veneza a Murano.

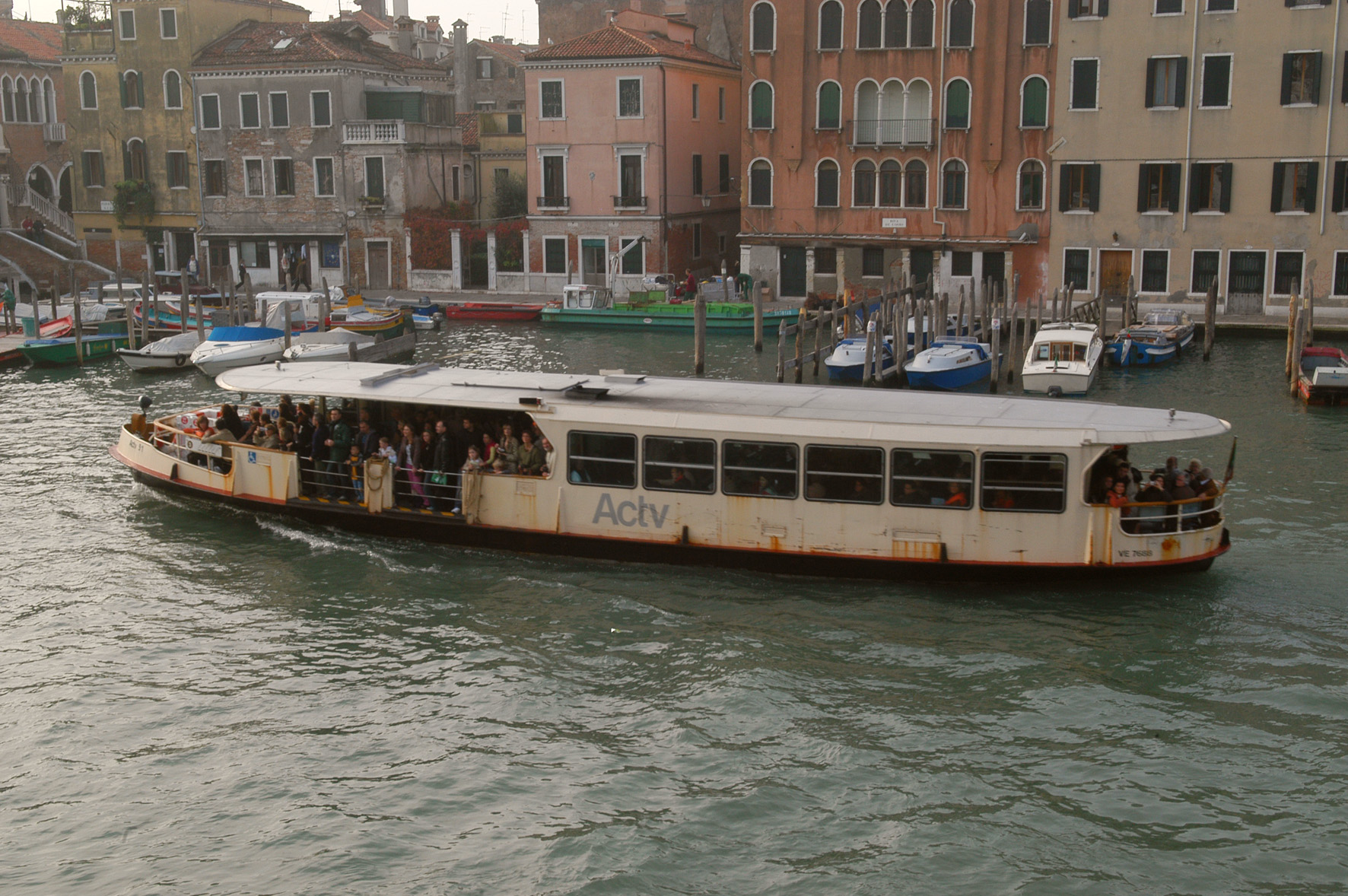
Vaporetto da ACTV em Veneza.

O Vaporetto é uma embarcação típica de Veneza usada como meio de transporte público nos canais da cidade.
Não obstante todos os vaporetti terem motor a diesel, ainda permanece no nome a antiga designação de quando usavam motor a vapor.